# Neublans-Abergement
Neublans-Abergement és un municipi francès situat al departament del Jura i a la regió de Borgonya - Franc Comtat. L'any 2007 tenia 450 habitants.

## Demografia

### Població
El 2007 la població de fet de Neublans-Abergement era de 450 persones. Hi havia 187 famílies de les quals 67 eren unipersonals (18 homes vivint sols i 49 dones vivint soles), 56 parelles sense fills, 46 parelles amb fills i 18 famílies monoparentals amb fills.
La població ha evolucionat segons el següent gràfic:
Habitants censats

### Habitatges
El 2007 hi havia 287 habitatges, 200 eren l'habitatge principal de la família, 67 eren segones residències i 20 estaven desocupats. 275 eren cases i 12 eren apartaments. Dels 200 habitatges principals, 179 estaven ocupats pels seus propietaris, 19 estaven llogats i ocupats pels llogaters i 2 estaven cedits a títol gratuït; 10 tenien dues cambres, 24 en tenien tres, 69 en tenien quatre i 97 en tenien cinc o més. 175 habitatges disposaven pel capbaix d'una plaça de pàrquing. A 100 habitatges hi havia un automòbil i a 82 n'hi havia dos o més.

### Piràmide de població
La piràmide de població per edats i sexe el 2009 era:
| Homes | Edats   | Dones |
| ----- | ------- | ----- |
| 0     | 95 o +  | 4     |
| 4     | 90 a 94 | 4     |
| 12    | 85 a 89 | 4     |
| 12    | 80 a 84 | 8     |
| 16    | 75 a 79 | 32    |
| 4     | 70 a 74 | 8     |
| 12    | 65 a 69 | 20    |
| 20    | 60 a 64 | 12    |
| 12    | 55 a 59 | 16    |
| 12    | 50 a 54 | 8     |
| 12    | 45 a 49 | 12    |
| 4     | 40 a 44 | 0     |
| 16    | 35 a 39 | 4     |
| 8     | 30 a 34 | 12    |
| 8     | 25 a 29 | 12    |
| 8     | 20 a 24 | 0     |
| 0     | 15 a 19 | 4     |
| 12    | 10 a 14 | 8     |
| 12    | 5 a 9   | 4     |
| 8     | 0 a 4   | 8     |

## Economia
El 2007 la població en edat de treballar era de 258 persones, 175 eren actives i 83 eren inactives. De les 175 persones actives 152 estaven ocupades (84 homes i 68 dones) i 23 estaven aturades (12 homes i 11 dones). De les 83 persones inactives 33 estaven jubilades, 17 estaven estudiant i 33 estaven classificades com a «altres inactius».

### Ingressos
El 2009 a Neublans-Abergement hi havia 223 unitats fiscals que integraven 488 persones, la mediana anual d'ingressos fiscals per persona era de 16.469 €.

### Activitats econòmiques
Dels 12  establiments que hi havia el 2007, 1 era d'una empresa de fabricació d'altres productes industrials, 4 d'empreses de construcció, 2 d'empreses de comerç i reparació d'automòbils, 1 d'una empresa de transport, 1 d'una empresa d'informació i comunicació, 1 d'una empresa de serveis, 1 d'una entitat de l'administració pública i 1 d'una empresa classificada com a «altres activitats de serveis».
L'únic servei als particulars que hi havia el 2009 era una lampisteria.
L'any 2000 a Neublans-Abergement hi havia 15 explotacions agrícoles que ocupaven un total de 480 hectàrees.

## Poblacions més properes
El següent diagrama mostra les poblacions més properes.